# Michele Stratico
Michele Giuseppe Stratico (Zara, 31 luglio 1728 – dopo il 1782) è stato un compositore e violinista italiano.

## Biografia
Michele Stratico era un violinista e compositore dilettante, discendente da una nobile famiglia veneziana originaria dell'isola di Candia (oggi Creta) e che successivamente si era stabilita a Zara dopo l'invasione turca del 1669. Suo fratello Simone (1733-1824) fu un fisico e scienziato conosciuto da Carlo Goldoni e Voltaire; mentre suo fratello Giovanni Domenico fu vescovo e letterato domenicano.
Dopo i primi rudimenti di cultura generale ricevuti nella natia Zara, proseguì gli studi presso l'università di Padova. Qui fu supportato in particolar modo dallo zio Antonio Stratico, traduttore di letteratura greca in italiano e musicista dilettante, nonché rettore del Collegio Cottunio. Michele Stratico studiò legge dal 1737 al 1745 e contemporaneamente ricevette lezioni di musica da parte del celebre Giuseppe Tartini e Antonio Sberti. Contrariamente a quanto si ritiene, non fu ingaggiato come violinista nell'orchestra della Basilica del Santo.
A partire dal 1758 risulta aver soggiornato qualche volta a Sanguinetto, dove dal 1763 fu attivo come vicario del podestà locale. Nel paesetto veronese ebbe modo di concentrare i propri studi sulla teoria musicale, in particolar modo approfondì gli aspetti riguardanti gli assiomi matematici e fisici degli intervalli e i problemi di dissonanza e consonanza. La sua firma appare nei documenti amministrativi locali fino al 19 settembre 1782: oltre questa data non si hanno più notizie sul suo conto.

## Considerazioni sull'artista
Stratico scrisse circa 280 composizioni strumentali, tra le quali oltre 170 sonate per violino e basso, sei delle quali furono pubblicate quando egli era ancora in vita. La sua musica risente fortemente dell'influenza di Tartini e ciò lo si denota soprattutto nei concerti per violino e in altre suoi lavori. Dall'esame della sua musica si evince che egli fu un compositore sì dedito al virtuosismo strumentale, ma "smorzato" dalla stabilità ritmica, melodica e armonica tipica del barocco. Le sue composizioni da camera invece si collocano nel periodo di transizione tra il tardo barocco e gli inizi del classicismo; i movimenti d'apertura di questi suoi lavori nella forma anticipano la futura forma-sonata.

## Lavori

### Composizioni strumentali
- 6 sonate per violino e violoncello/clavicembalo, op.1 (1763, Londra)
- 170 sonate per violino
- 35 sinfonie
- 6 quartetti per archi (concertini a quartetto)
- 50 ca. sonate a tre
- 15 duo per violino
- 61 concerti per violino
- 2 concerti per 2 violini

### Scritti teorici
- Trattato di musica
- Lo spirito tartiniano